# Мутарелли, Массимо
Массимо Мутарелли (итал. Massimo Mutarelli; родился 13 января 1978 года) — итальянский футболист, полузащитник. Ныне — футбольный тренер.

## Клубная карьера
Мутарелли начал свою карьеру в клубе серии А, «Аталанте», дебютировав в апреле 1996 года, когда богиня проиграла «Лацио» со счето 3:1.
После четырех сезонов в Бергамо, Мутарелли был продан Дженоа в январе 1998 года. В Генуе Мутарелли сыграл 138 матчей в серии B.
В 2002 году Мутарелли снова переехал, на этот раз на юг в «Палермо». Он провел два сезона в Серии B с «розанеро», прежде чем клуб отпраздновал возвращение в Серию А в сезоне 2004/05. Он продолжал поддерживать отличную форму в высшем дивизионе, и после одного сезона был вознагражден переходом в столичный клуб «Лацио», который подписал 5-летний контракт с ним в качестве свободного агента.